# 民主進步黨主席
民主進步黨中央委員會主席，是民主進步黨的政党领袖，現任黨主席為賴清德，於2023年1月18日就任。
民主進步黨創黨時，黨主席任期為一年；民主進步黨第四屆全國黨代表大會修改《民主進步黨黨章》，任期改為二年。黃信介是首位適用二年任期的黨主席。2000年後，民主進步黨修改《民主進步黨政綱》，若民進黨在野，黨主席為黨員直選，任期二年，可以連任一次，最近一次黨員直選是2023年黨主席補選；若民進黨執政，則由總統兼任黨主席，如總統未出任黨主席，則同樣由黨員直選，任期與總統任期相同。依照現行《民主進步黨黨章》，黨主席同時是民主進步黨中央執行委員會當然委員。

## 歷任黨主席
|      |      |            |                |                    |                | | | |
| 任次 | 屆次 | 當選方式   | 肖像           | 姓名               | 任職期間       | 任職期間 | 去職原因                                                                                             | 備註 |
| 任次 | 屆次 | 當選方式   | 肖像           | 姓名               | 上任時間       | 卸任時間 | 去職原因                                                                                             | 備註 |
| 1    | 1    | 間接選舉   |                | 江鵬堅 (1940–2000) | 1986年11月10日 | 1987年12月20日 | 任期屆滿                                                                                             | 創黨元老，首任主席，國立臺灣大學法律系畢業，為美麗島事件辯護律師。 |
| 2    | 2    | 間接選舉   |                | 姚嘉文 (1938–)     | 1987年12月20日 | 1988年10月30日 | 任期屆滿                                                                                             | 國立臺灣大學法律系畢業，美麗島事件受難人之一，曾被捕入獄；當選時任立法委員，曾任考試院院長等公職，現任總統府資政。                                                                         |
| 3    | 3    | 間接選舉   |                | 黃信介 (1928–1999) | 1988年10月30日 | 1989年11月14日 | 任期屆滿                                                                                             | 臺灣省立行政專科學校畢業，美麗島事件受難人之一，因而入獄八年；時任立法委員。 |
| 3    | 4    | 間接選舉   | 1989年11月14日 | 黃信介 (1928–1999) | 1992年1月20日  | | 任期屆滿                                                                                             | 臺灣省立行政專科學校畢業，美麗島事件受難人之一，因而入獄八年；時任立法委員。 |
| 4    | 5    | 間接選舉   |                | 許信良 (1941–)     | 1992年1月20日  | 1993年12月4日 | 在1993年縣市長選舉中，民進黨未達選前提出的席次過半目標，引咎辭職。                                   | 國立政治大學政治學系畢業，美麗島雜誌社長，曾任桃園縣縣長、總統府資政。 |
| 代理 | 5    | 間接選舉   |                | 施明德 (1941–2024) | 1993年12月4日  | 1994年5月15日 | 任期屆滿                                                                                             | 陸軍砲兵學校畢業，1979年美麗島事件總指揮。2000年退出民進黨；2006年9月，百萬人民倒扁運動指揮部總指揮。                                                                                      |
| 5    | 6    | 間接選舉   | 1994年5月15日  | 施明德 (1941–2024) | 1996年3月23日  | 首位黨主席代表民進黨參選立法院院長但落敗。在1996年總統選舉中，未能助民進黨提名候選人彭明敏、謝長廷勝選，引咎辭職。 | | 陸軍砲兵學校畢業，1979年美麗島事件總指揮。2000年退出民進黨；2006年9月，百萬人民倒扁運動指揮部總指揮。                                                                                      |
| 代理 | 6    | 間接選舉   |                | 張俊宏 (1938–)     | 1996年3月23日  | 1996年7月18日 | 任期屆滿                                                                                             | |
| 6    | 7    | 間接選舉   |                | 許信良             | 1996年7月18日  | 1998年7月18日 | 任期屆滿                                                                                             | 2000年退出民進黨；後於2008年5月重返民進黨。 |
| 7    | 8    | 黨員直選   |                | 林義雄 (1941–)     | 1998年7月18日  | 2000年4月20日 | 領導民進黨贏得2000年總統選舉，首次贏得中央執政權，在民進黨正式執政一個月前，自認任務完成而提前請辭。 | 國立臺灣大學法律系畢業，律師，前臺灣省議員。美麗島事件領導者與受難者之一，母親及兩個女兒在警總全天候監視期間慘遭謀殺。                                                                     |
| 8    | 9    | 黨員直選   |                | 謝長廷 (1946–)     | 2000年4月20日  | 2002年7月21日 | 因支持「黨政同步」以及黨章修正，使其在民進黨第十屆全國黨代表大會中卸任。                             | 國立臺灣大學法律系畢業，日本京都大学法學（法哲學）博士課程結業。美麗島事件辯護律師；曾任立法委員、高雄市市長、行政院院長、駐日代表。時任高雄市市長。                                       |
| 9    | 10   | 總統兼任   |                | 陳水扁 (1950–)     | 2002年7月21日  | 2004年5月20日 | 任期屆滿                                                                                             | 國立臺灣大學法律系畢業，為美麗島事件辯護律師，曾任臺北市議員、立法委員、臺北市市長、中華民國總統。                                                                                         |
| 9    | 11   | 總統兼任   | 2004年5月20日  | 陳水扁 (1950–)     | 2004年12月14日 | 在2004年立法委員選舉中，民進黨與泛綠陣營未能達成過半目標，引咎辭職。                                               | | 國立臺灣大學法律系畢業，為美麗島事件辯護律師，曾任臺北市議員、立法委員、臺北市市長、中華民國總統。                                                                                         |
| 代理 | 11   | 中執會通過 |                | 柯建銘 (1951–)     | 2004年12月14日 | 2005年2月15日 | 任期屆滿                                                                                             | 中山大學牙醫學系學士 |
| 10   | 11   | 黨員直選   |                | 蘇貞昌 (1947–)     | 2005年2月15日  | 2005年12月8日 | 在2005年縣市長選舉中，民進黨未達選前提出的席次過半目標，引咎辭職。                                   | 國立臺灣大學法律系畢業，美麗島事件辯護律師；曾任臺灣省議員、立法委員、屏東縣縣長、民主進步黨秘書長、臺北縣縣長、總統府秘書長與行政院院長。                                                 |
| 代理 | 11   | 中執會通過 |                | 呂秀蓮 (1944–)     | 2005年12月8日  | 2006年1月15日 | 任期屆滿                                                                                             | 國立臺灣大學法律系畢業、哈佛大学碩士，美麗島事件受難人之一，曾被捕入獄，曾任立法委員、總統府國策顧問、桃園縣縣長、中華民國副總統，時任副總統。                                             |
| 11   | 11   | 黨員直選   |                | 游錫堃 (1948–)     | 2006年1月26日  | 2007年10月3日 | 在首長特別費事件中遭最高法院檢察署特別偵查組起訴，引咎辭職。                                         | 東海大學政治學系畢業，曾任臺灣省議員、宜蘭縣縣長、民主進步黨秘書長、行政院副院長、總統府秘書長、行政院院長、立法院院長。                                                                   |
| 代行 | 11   | 黨主席指定 |                | 蔡同榮 (1935–2014) | 2007年3月14日  | 2007年5月8日 | 任務結束                                                                                             | 游錫堃因參加黨內2007年總統初選，為避免黨務不公之爭議，請假並依民進黨《中央黨部組織規程》第5條第2項規定，指定民進黨中常委蔡同榮代行黨主席職務，代理至游銷假為止。                           |
| 12   | 11   | 總統兼任   |                | 陳水扁             | 2007年10月17日 | 2008年1月16日 | 在2008年立法委員選舉中，民進黨與泛綠陣營未能達成過半目標，失去大量席次，引咎辭職。                   | 在游錫堃請辭下台後，以總統身份再度兼任黨主席。 |
| 代理 | 11   | 中執會通過 |                | 謝長廷             | 2008年1月16日  | 2008年5月21日 | 任期屆滿                                                                                             | 陳水扁因立法委員選舉敗選後請辭，透過臨時中執會由謝長廷代理黨主席。 |
| 13   | 12   | 黨員直選   |                | 蔡英文 (1956–)     | 2008年5月21日  | 2010年5月25日 | 任期屆滿                                                                                             | 國立臺灣大學法律學系學士、英国倫敦政治經濟學院法學博士，曾參與兩國論的起草，民進黨執政後歷任行政院大陸委員會主任委員、全國不分區立法委員、行政院副院長等職，是民進黨史上第一位女性黨主席。 |
| 13   | 13   | 黨員直選   | 2010年5月25日  | 蔡英文 (1956–)     | 2012年2月29日  | 在2012年總統選舉中，代表民進黨競選總統未能勝選，引咎辭職。                                                         | | 國立臺灣大學法律學系學士、英国倫敦政治經濟學院法學博士，曾參與兩國論的起草，民進黨執政後歷任行政院大陸委員會主任委員、全國不分區立法委員、行政院副院長等職，是民進黨史上第一位女性黨主席。 |
| 代行 | 13   | 黨主席指定 |                | 柯建銘             | 2011年3月17日  | 2011年4月27日 | 任務結束                                                                                             | 蔡英文因參加黨內2011年總統初選，為避免黨務不公之爭議，請假並依民進黨《中央黨部組織規程》第5條第2項規定，指定民進黨立院黨團總召柯建銘代行黨主席職務，代理至蔡銷假為止。                     |
| 代理 | 13   | 中執會通過 |                | 陳菊 (1950–)       | 2012年2月29日  | 2012年5月30日 | 任期屆滿                                                                                             | 蔡英文因2012年總統選舉敗選而請辭，透過中央執行委員會鼓掌通過方式由時任高雄市市長陳菊代理黨主席。                                                                                           |
| 14   | 14   | 黨員直選   |                | 蘇貞昌             | 2012年5月30日  | 2014年5月28日 | 任期屆滿                                                                                             | 蔡英文因2012年總統選舉敗選而請辭，透過黨員直選方式由蘇貞昌接任。 |
| 15   | 15   | 黨員直選   |                | 蔡英文             | 2014年5月28日  | 2016年5月20日 | 任期屆滿                                                                                             | 蘇貞昌任期屆滿，透過黨員直選方式由蔡英文接任。就任後成為擔任最多屆的民進黨主席。 |
| 15   | 16   | 總統兼任   | 2016年5月20日  | 蔡英文             | 2018年11月28日 | 因2018年九合一選舉敗選而請辭。                                                                                     | 蔡英文於2016年總統選舉中勝選，依黨章以總統身分兼任黨主席。                                           | |
| 代理 | 16   | 中常會通過 |                | 林右昌 (1971–)     | 2018年11月28日 | 2019年1月8日 | 任期屆滿                                                                                             | 蔡英文因2018年九合一選舉敗選而請辭，中央常務委員會通過由時任基隆市市長林右昌代理黨主席。                                                                                                   |
| 16   | 16   | 黨員直選   |                | 卓榮泰 (1959–)     | 2019年1月9日   | 2020年5月20日 | 任期屆滿                                                                                             | 蔡英文因2018年九合一選舉敗選而請辭，透過黨員直選方式由卓榮泰接任。 |
| 17   | 17   | 總統兼任   |                | 蔡英文             | 2020年5月20日  | 2022年11月26日 | 因2022年九合一選舉敗選而請辭。                                                                       | 卓榮泰任期屆滿不尋求續任，蔡英文於2020年總統選舉中勝選連任，依黨章以總統身分兼任黨主席。                                                                                                   |
| 代理 | 17   | 中常會通過 |                | 陳其邁             | 2022年11月30日 | 2023年1月18日 | 任期屆滿                                                                                             | 蔡英文因2022年九合一選舉敗選而請辭，中央常務委員會通過由時任高雄市市長陳其邁代理黨主席。                                                                                                   |
| 18   | 17   | 黨員直選   |                | 賴清德 (1959–)     | 2023年1月18日  | 2024年5月20日 | 任期屆滿                                                                                             | 透過黨員直選方式由時任副總統賴清德接任。 |
| 18   | 18   | 總統兼任   | 2024年5月20日  | 賴清德 (1959–)     | 現任           | | 賴清德於2024年總統選舉中勝選，依黨章以總統身分兼任黨主席。                                           | |

## 黨史紀錄
截至2024年5月為止，目前民主進步黨主席達成的紀錄如下：
- 總計任期最長的黨主席為蔡英文（2008年～2012年、2014年～2018年、2020年～2022年），前後共10年。
- 當選屆次最多的黨主席為蔡英文（第12、13、15、16、17屆）。
- 唯一連任兩屆並做滿任期的黨主席為黃信介（第3任、第4任）。
- 就任時最年輕的黨主席為江鵬堅（第1任，就任時46歲）。
- 就任時最年長的黨主席為蘇貞昌（第14任，就任時65歲）。
- 第一位女性黨主席為呂秀蓮（代理第11屆）；第一位由黨員直選的女性正任黨主席為蔡英文（第13任）。
- 第一位客家裔黨主席為許信良（第5任）。
- 目前黨史上未有以外省籍或原住民裔的黨主席。但共有兩位黨主席有部分原住民族血統，分別為：謝長廷、蔡英文。
- 歷任黨主席中，有多位曾出任中華民國中央政府機關首長：陳水扁、蔡英文以及賴清德擔任過總統，呂秀蓮、賴清德擔任過副總統，謝長廷、蘇貞昌、游錫堃、賴清德以及卓榮泰擔任過行政院院長，游錫堃、陳其邁擔任過行政院副院長，游錫堃擔任過立法院院長，姚嘉文擔任過考試院院長，陳菊擔任監察院院長（為維持監察權行使之獨立性，黨籍資格於任期間暫時停權）。
- 歷任黨主席中，除林右昌（代理第16屆）外，皆有擔任過臺灣省議員或立法委員等中央民意代表經歷。
- 自1951年實施地方自治以來，黨籍歷任的高雄市市長皆曾在市長任內當選（或代理）黨主席，分別為：第8任的謝長廷、代理第13屆的陳菊以及代理第17屆的陳其邁。
- 自1996年實施總統直接民選以來，除彭明敏、蘇嘉全、陳建仁以及蕭美琴外，其他黨籍提名推薦的正副總統候選人都曾當選（代理）黨主席。
- 共有兩位出任黨秘書長的前任黨主席分別為江鵬堅（1992年出任）、林右昌（2018年代理）。
- 共有四位前任黨主席退黨，分別為：許信良、施明德、林義雄、陳水扁。其中許信良於2008年5月再度入黨；陳水扁於2013年8月再度入黨。
- 共有四位黨主席於卸任後又再度回任，分別為許信良（第4、6任）、陳水扁（第9、12任）、蘇貞昌（第10、14任）以及蔡英文（第13、15任，以總統身分兼任第17任）。
- 共有七位黨主席曾在臺灣白色恐怖時期入獄服刑成為政治犯，分別為：施明德、黃信介、陳菊、林義雄、呂秀蓮、姚嘉文、許信良。其中施明德服刑時間最長，他曾三度以政治犯的身分入獄，兩度被判處無期徒刑，累計服刑時間近26年。
- 共有四位黨主席在任期間代表民進黨參選中華民國總統，分別為陳水扁（2004年）、謝長廷（2008年）、蔡英文（2016年）和賴清德（2024年）。其中陳水扁、蔡英文以及賴清德當選，謝長廷落選。
- 美麗島事件的八位受刑人中，除林弘宣外，其他七人都擔任過黨主席或代理黨主席，分別為：施明德、黄信介、林義雄、陳菊、張俊宏、呂秀蓮以及姚嘉文。
- 共有五位黨主席曾擔任行政院院長，分別為：游錫堃（陳水扁任命）、謝長廷（陳水扁任命）、賴清德（蔡英文任命）、蘇貞昌以及卓榮泰（賴清德任命）。其中蘇貞昌是唯一一位分別由不同總統任命為行政院院長者（陳水扁、蔡英文任命）。
- 游錫堃（第11任）是唯一一位曾擔任過行政院院長及立法院院長的黨主席。
- 賴清德（第18任）是唯一一位歷任中華民國總統、中華民國副總統及行政院院長的黨主席。
- 謝長廷（第8任）是第一位第二次世界大战後出生的黨主席（出生於1946年5月18日）。
- 陳水扁（第9任）是黨史上第一位兼任黨主席的總統，並且與蔡英文（第15、17任）都在總統任內辭去黨主席職務。
- 歷任黨主席中，目前江鵬堅、施明德、黃信介以及蔡同榮（代行第11屆）皆已經過世。